# Deficiència de glucosa-6-fosfat-deshidrogenasa
La deficiència de glucosa-6-fosfat-deshidrogenasa és una malaltia hereditària lligada al cromosoma X, recessiva, caracteritzada per nivells anormalment baixos de glucosa-6-fosfat-deshidrogenasa (abreujada G6PD o G-6-PD), un enzim metabòlic implicat en la ruta de la pentosa-fosfat, especialment important en el metabolisme dels glòbuls vermells. La deficiència de G6PD és el més comú dels defectes enzimàtics humans. Les persones amb aquesta malaltia poden presentar anèmia hemolítica no immunitària en resposta a una sèrie de causes, com la infecció -la més comuna- o l'exposició a certs medicaments, vegetals o productes químics, com ara les boles de naftalina. El tint de henna és també una substància que pot desencadenar crisis hemolítiques greus. La deficiència de G6PD està estretament relacionada amb el favisme, un trastorn que es caracteritza per una reacció hemolítica al consum de faves. El nom de favisme s'utilitza de vegades per referir-se a aquesta deficiència en el seu conjunt, encara que això és enganyós, ja que no en totes les persones amb deficiència de G6PD es manifesta una reacció física observable al consum de faves; un fenomen basat en les diferències per absorbir la lactosa existents entre els individus que pateixen aquest trastorn.

## Signes i símptomes
La majoria de les persones amb deficiència de G6PD són pacients asimptomàtics. Els simptomàtics són predominantment masculins, però cal descartar la malaltia en dones que presenten hemòlisis oxidatives.

## Epidemiologia

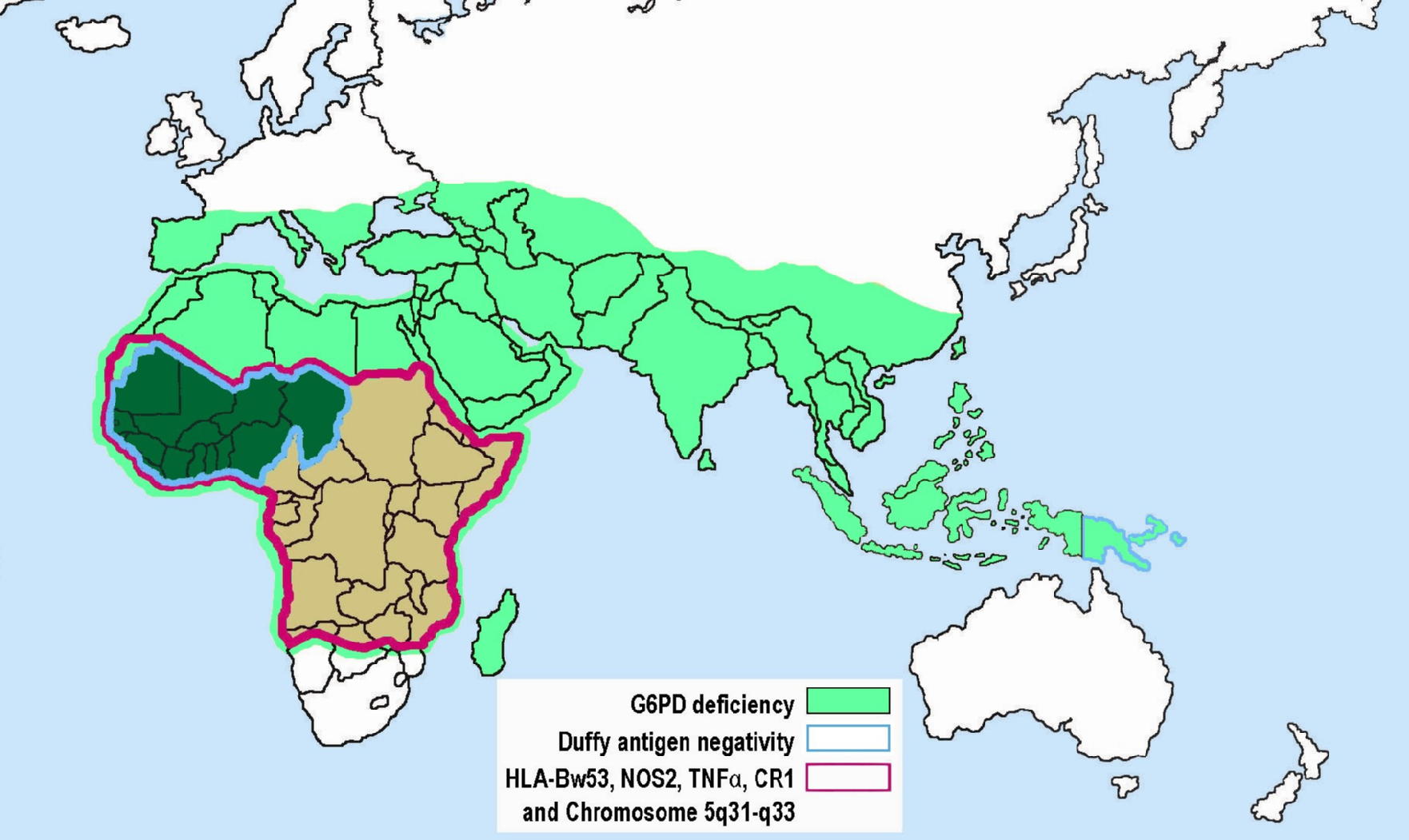
En verd clar les zones amb deficiència de G6PD

És més comuna en la gent de raça negra, de la conca del Mediterrani i amb ascendents asiàtics. Globalment, segons les estimacions de l'OMS, afecta a uns 400 milions de persones.

## Patofisiologia

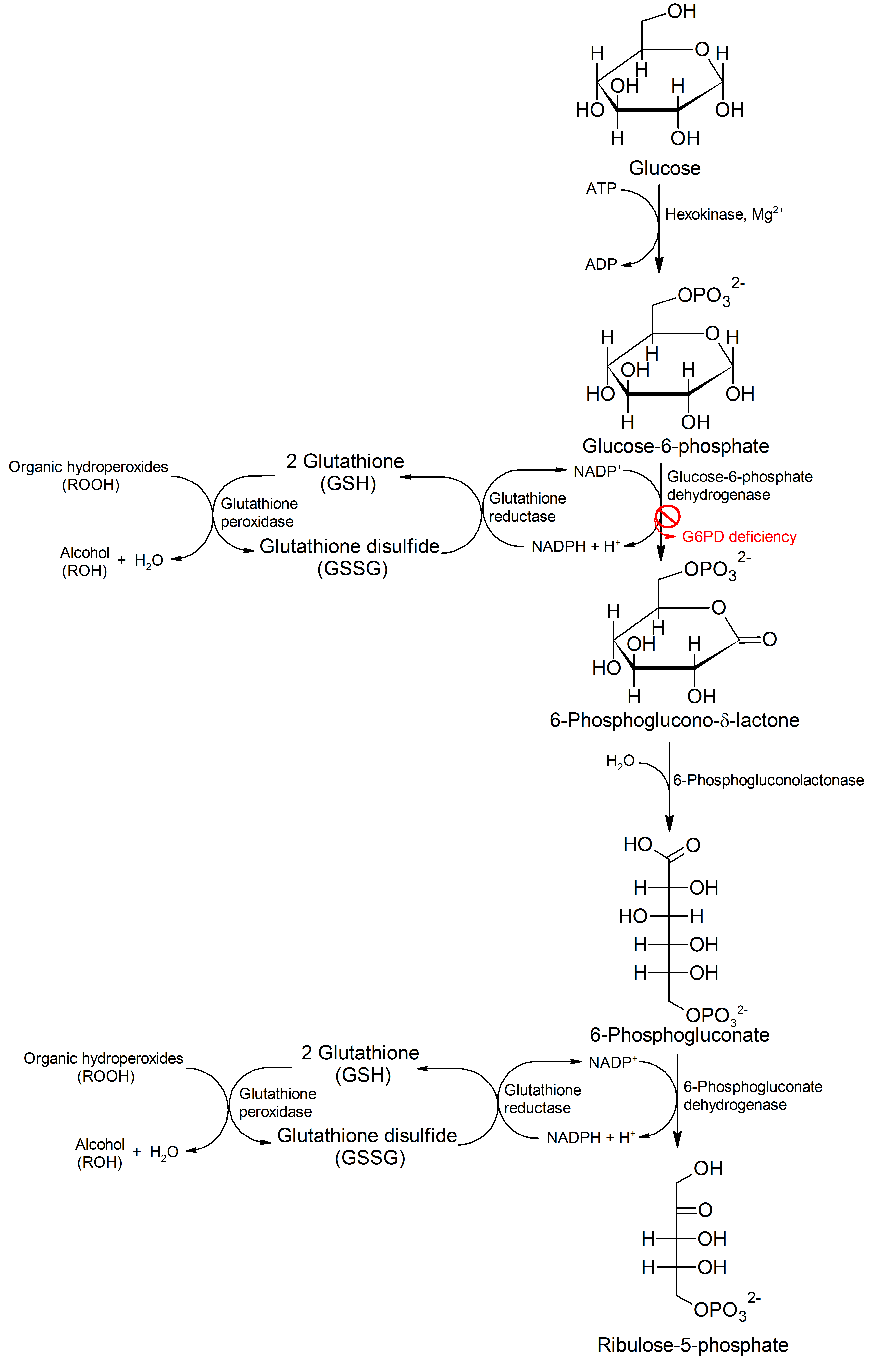
Patofisiologia de la deficiència de G6FD

Aquesta deficiència pot produir, degut a moltes circumstàncies (ingestió de substàncies oxidants com les que es troben en alguns medicaments, com ara els salicilats, la fenazopiridina, les sulfonamides, certs antipalúdics o alguns derivats de la vitamina K), una anèmia hemolítica, perquè en absència de l'enzim l'hemoglobina precipita i es formen cossos de Heinz. És una de les causes de kernicterus.